# Circuito Montanhês
O Circuito Montanhês Internacional foi uma corrida de ciclismo por etapas a nível regional da Cantábria (Espanha), onde se davam presença anualmente grandes promessas do ciclismo de todo mundo. Durante os seus últimos anos esteve enquadrado, pela União Ciclista Internacional, na categoria 2.2 dentro do UCI Europe Tour.

## História
O Circuito Montanhês nasceu em Torrelavega e a sua primeira edição celebrou-se em 1954 baixo o nome de Gran Premio Ciclista Montañés no que participaram grandes ciclistas como Miguel Poblet e Miguel Bover. Ao final coroar-se-ia ganhador Julio San Emeterio. Cabe destacar também que até ao ano de 1963 a corrida foi exclusivamente para profissionais. Nesse ano teve uma paragem da prova que se retomou no ano de 1986 a partir do qual só podiam tomar parte corredores amadores, mudando-se de novo o formato em 1996 ao actual open que permite a participação de sub-23, elites e profissionais de terceira divisão já enquadrada dentro do calendário profissional UCI (categoria UCI 2.5). E já desde o 2005 (ano da criação dos Circuitos Continentais da UCI), renomeada pela categoria UCI 2.2, sendo igualmente última categoria do profissionalismo, podendo competir equipas Continentais (anteriormente terceira divisão) junto com os amadores.
Em 2011 comunicou-se que a prova não se ia disputar nesse ano, ficando no ar se num futuro poderia voltar a se celebrar. Durante a história da competição têm sido 34 corredores os que se fizeram com o título de campeão do circuito entre os que cabe destacar pelo seu extenso palmarés a Eusebio Vélez, Jesús Montoya, José María Jiménez, Javier Otxoa, Robert Gesink, Bauke Mollema ou Tejay van Garderen para citar alguns.

## Palmarés

### Primeira época (1954-1963)

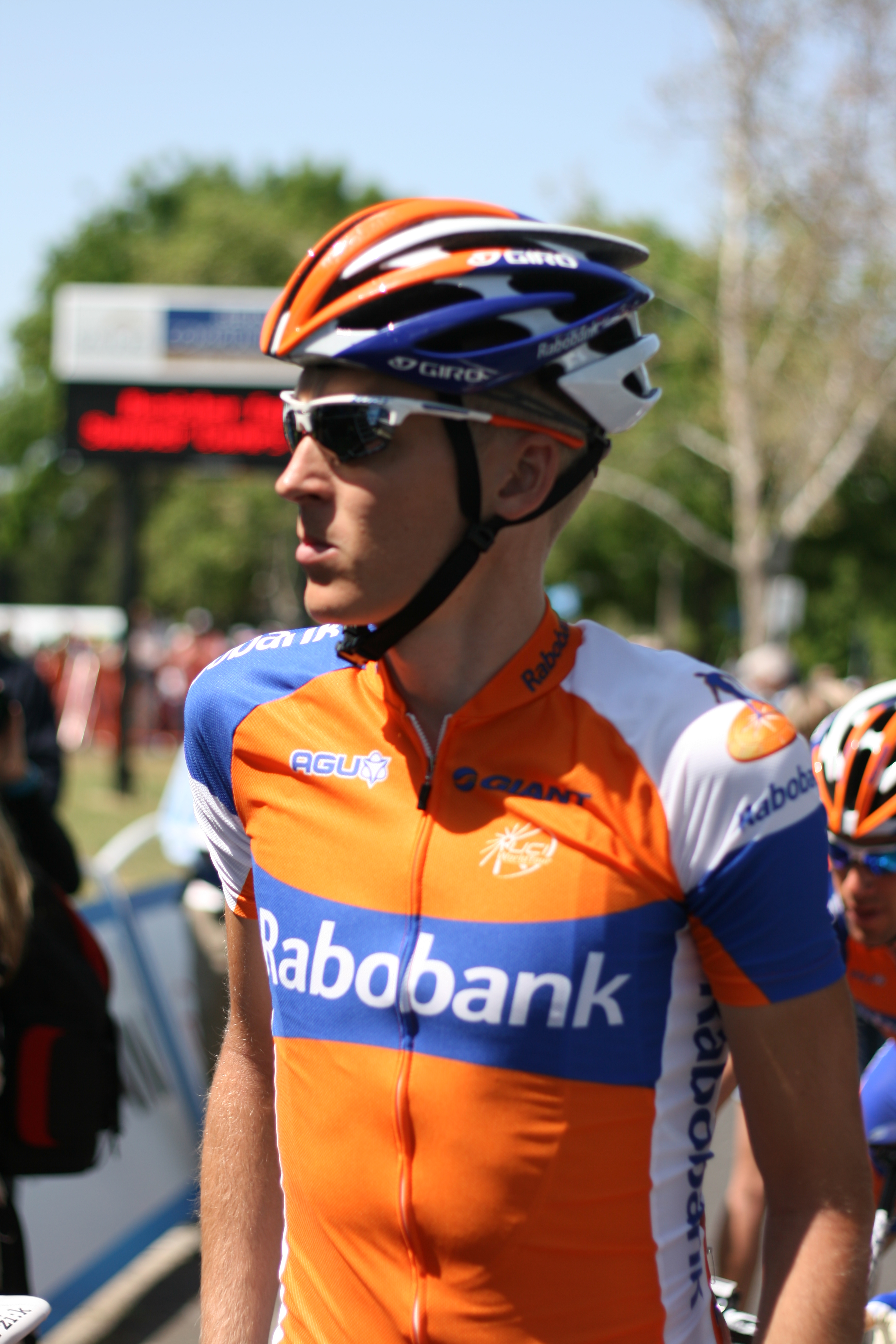
Robert Gesink, ganhador do Circuito Montanhês de 2006

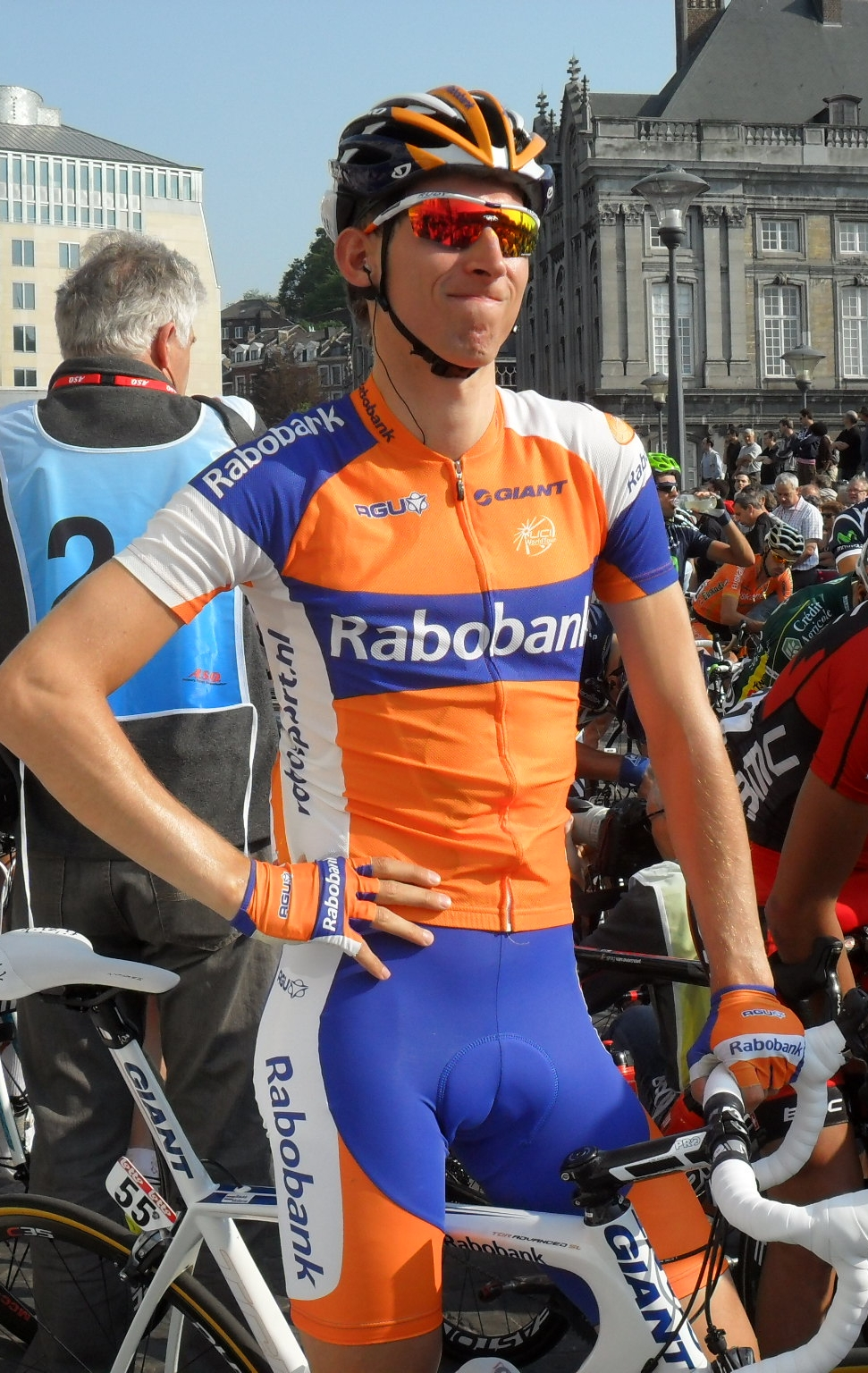
Bauke Mollema, ganhador do Circuito Montanhês de 2007

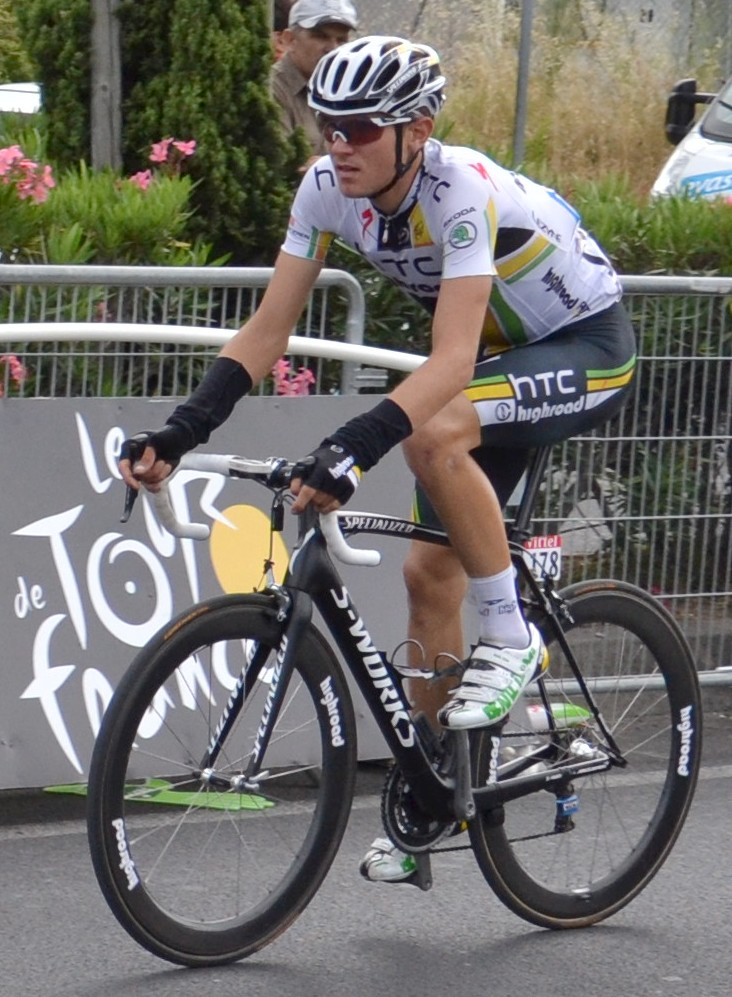
Tejay van Garderen, ganhador do Circuito Montanhês de 2009

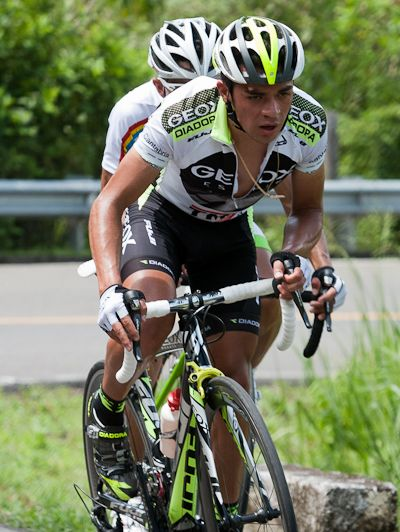
Fabio Duarte, ganhador do Circuito Montanhês de 2010

| Ano  | Ganhador                 | Segundo              | Terceiro            | GP da Montanha      |
| ---- | ------------------------ | -------------------- | ------------------- | ------------------- |
| 1954 | Julio San Emeterio       | Adolfo Cruz          | Dalmacio Langarica  | Gabriel Company     |
| 1955 | Gabriel Company          | Francisco Masip      | José Mateo Gil      | Gabriel Company     |
| 1956 | Carmelo Morais           | Julio San Emeterio   | Jesús Loroño        | Jesús Loroño        |
| 1957 | Benigno Azpuru           | Antonio Ferraz       | Carmelo Morais      | Carmelo Morais      |
| 1958 | Roberto Morais Erostarbe | -                    | -                   | -                   |
| 1959 | Jesús Galdeano           | Carmelo Morais       | Julio San Emeterio  | Antonio Karmany     |
| 1960 | Manuel Martín Piñera     | José Urrestarazu     | José Antonio Musitu | José Antonio Musitu |
| 1961 | Carmelo Morais           | José Pérez-Francês   | Ángel Rodríguez     | Ventura Díaz        |
| 1962 | Emilio Cruz              | Souza                | Sebastián Elorza    | Emilio Cruz         |
| 1963 | Eusebio Vélez            | Manuel Martín Piñera | Julio Jiménez Muñoz | Julio Jiménez Muñoz |

### Segunda época (1986-2010)
| Ano  | Ganhador                 | Segundo                    | Terceiro               |
| ---- | ------------------------ | -------------------------- | ---------------------- |
| 1986 | Jesús Montoya            | José López San Julián      | Manuel Gonzalo         |
| 1987 | Francisco Javier Mauleón | Andrzej Mierzejewski       | Manuel Gonzalo         |
| 1988 | Víctor Gonzalo           | José María Ahedo           | Juan José Martínez     |
| 1989 | Fernando Piñero          | José Luis Díaz             | Federico García        |
| 1990 | José Luis de Santos      | Javier Díaz                | Javier Urrutia         |
| 1991 | Arturas Kasputis         | Félix García Casas         | José Luis Arrieta      |
| 1992 | José María Jiménez       | Pascal Hervé               | Gerri Kekhba           |
| 1993 | Thierry Elissalde        | Arvis Piziks               | Mariano Vermelhas      |
| 1994 | José Castelblanco        | Josué Barrigón             | Raubar Gogdan          |
| 1995 | Jean-Yves Duzellier      | Raido Kodanipork           | Eric Frutoso           |
| 1996 | Javier Otxoa             | José Luis Rebollo          | Davy Dubbeldam         |
| 1997 | Kurt Van De Wouwer       | Francisco Tomás García     | José Luis Sánchez      |
| 1998 | Alexei Sivakov           | Daniel Schnider            | Graciano Recinella     |
| 1999 | David Vázquez            | Glenn D'Hollander          | Ricardo Valdés         |
| 2000 | Dave Bruylandts          | Adolfo García Quesada      | Juan Gomis             |
| 2001 | Rafael Mila              | Rubén Lobato               | Julen Fernández        |
| 2002 | Óscar Serrano            | Sergio Domínguez           | Moisés Donas           |
| 2003 | Steven Kleynen           | José Ángel Gómez Marchante | Antonio López Carrasco |
| 2004 | Fernando Serrano         | Antonio López Carrasco     | Alexis Rodríguez       |
| 2005 | Sergio Domínguez         | Diego Galego               | Sergio Pardilla        |
| 2006 | Robert Gesink            | Timothy Jones              | Israel Pérez           |
| 2007 | Bauke Mollema            | Lucas Persson              | Jaume Rovira           |
| 2008 | Alekséi Shchebelin       | Tejay van Garderen         | Roman Klimov           |
| 2009 | Tejay van Garderen       | Jonathan Castroviejo       | Sergio Pardilla        |
| 2010 | Fabio Duarte             | Carlos Oyarzun             | Higinio Fernández      |

## Palmarés por países
| País           | Vitórias | Anos | Ciclistas |
| -------------- | -------- | --- | --------- |
| Espanha        | 22       | 1954, 1955, 1956, 1957, 1958, 1959, 1960, 1961, 1962, 1963, 1986, 1987, 1988, 1989, 1990, 1992, 1996, 1999, 2001, 2002, 2004 e 2005 | 21        |
| Bélgica        | 3        | 1997, 2000 e 2003 | 3         |
| França         | 2        | 1993 e 1995 | 2         |
| Países Baixos  | 2        | 2006 e 2007 | 2         |
| Rússia         | 2        | 1998 e 2008 | 2         |
| Colômbia       | 2        | 1994 e 2010 | 2         |
| Lituânia       | 1        | 1991 | 1         |
| Estados Unidos | 1        | 2009 | 1         |

## Maillots
- Prata: classificação geral. Último ganhador: Fabio Duarte.
- Verde: regularidade. Último ganhador: Carlos Oyarzun.
- Branco com pontos vermelhos: montanha. Último ganhador: José Herrada.
- Azul: metas volantes. Último ganhador: Domenico Agosta.
- Cyan: melhor sub-23. Último ganhador: Higinio Fernández.
- Vermelho: melhor cántabro. Último ganhador: Eloy Carral.